# Plourhan
Plourhan (bretonisch: Plourc'han) ist eine französische Gemeinde mit 2137 Einwohnern (Stand 1. Januar 2022) im Département Côtes-d’Armor in der Region Bretagne. Plourhan liegt ein Stück im Landesinnern nahe dem Kantonshauptort Binic-Étables-sur-Mer und ist landwirtschaftlich geprägt. Die Einwohner werden Plourhanais und Plouranaises genannt.

## Geographie
Nachbargemeinden sind: Tréveneuc im Norden, Saint-Quay-Portrieux im Nordwesten, Binic-Étables-sur-Mer im Osten, Lantic im Südwesten, Pléguien im Westen und Plouha im Nordwesten.

## Bevölkerungsentwicklung
| Jahr          | 1968 | 1975 | 1982 | 1990 | 1999 | 2009 | 2014 |
| Einwohner     | 1164 | 1157 | 1189 | 1326 | 1546 | 1950 | 1986 |
| Quelle: INSEE |      |      |      |      |      |      |      |

## Gemeindepartnerschaften
Mit Gérompont, einer Ortschaft der belgischen Gemeinde Ramillies in Wallonien verbindet Plourhan eine Gemeindepartnerschaft.